# Manuel Ezequiel Bruzual (comune)
Manuel Ezequiel Bruzual è un comune del Venezuela situato nello stato dell'Anzoátegui.
Il capoluogo del comune è la città di Clarines.